# 楊匡 (東漢)
楊匡（?—?），又名楊章，字叔康，東漢陳留人。楊匡好學，曾在外黃大澤教授門徒。後被太尉杜喬辟為掾。又升為蘄長，憑政績升遷為平原令。當時平原國相徐曾，是中常侍徐璜之兄，楊匡恥於在其手下任職，於是以生病為由辭職回家養豬。後來杜喬被梁冀殺害曝尸，楊匡得知，一路哭著來到洛陽，在找到杜喬尸體後楊匡詐稱自己是夏門亭吏，並一直呆在杜喬尸體旁邊替其驅趕蠅蟲。12天後，楊匡身份暴露，都官從事將其抓捕上報。梁太后決定不追究。楊匡又來到闕上書，請求讓李固和杜喬歸葬家鄉。梁太后批准。楊匡又護送杜喬遺體回到其家鄉下葬。安葬完畢後楊匡繼續過著隱居生活。